# یواس‌اس تانگزاز (۱۸۶۴)
یواس‌اس تانگزاز (۱۸۶۴) (به انگلیسی: USS Tunxis (1864)) یک کشتی بود که طول آن ۲۲۵ فوت (۶۹ متر) بود. این کشتی در سال ۱۸۶۴ ساخته شد.